# Bledar Çuçi
Bledar (Bledi) Çuçi (ur. 14 stycznia 1970 w Tiranie) - albański prawnik, minister spraw wewnętrznych Albanii w latach 2020-2023.

## Życiorys
W latach 1991–1995 studiował na Uniwersytecie Tirańskim i w latach 1997-1998 na belgijskim Uniwersytecie w Hasselt. Był wykładowcą prawa na Uniwersytecie Tirańskim.
Od 2016 roku jest przewodniczącym Socjalistycznej Partia Albanii w Gjirokastrze.
W 2017 roku został deputowanym do albańskiego parlamentu z ramienia Socjalistycznej Partii Albanii.
Od 17 grudnia 2020 roku pełni funkcję ministra spraw wewnętrznych Albanii, pełnił tę funkcję do 8 lipca 2023 roku/ W 2021 spotkał się z brytyjską minister spraw wewnętrznych Priti Patel, w celu zaplanowania wspólnej walki z przestępczością i z nielegalną imigracją Albańczyków do Wielkiej Brytanii.

## Życie prywatne
Jest synem Triumfa i Ireny. Ma syna, Endina, który studiuje prawo na Uniwersytecie Tirańskim.